# David Leigh Clark
David Leigh Clark est un paléontologue américain.
Il a été professeur de géologie et de géophysique à l'Université du Wisconsin, à Madison.
En 1972, il a décrit la famille de conodontes ozarkodinides des Anchignathodontidae et le genre de conodontes Neostreptognathodus.

## Récompenses et hommages
En 2001, il a reçu la médaille du prix Raymond C. Moore décernée par la Société de géologie sédimentaire (Society for Sedimentary Geology).
Le nom de genre de conodontes Clarkina et le nom d'espèce Streptognathodus clarki sont des hommages à David Leigh Clark.